# Crocifisso del Louvre
Il Crocifisso del Louvre è una croce sagomata e dipinta a tempera e oro su tavola (277x225 cm) attribuito a Giotto e collaboratori, databile al 1315 circa e conservato nel Museo del Louvre a Parigi.

## Storia e descrizione
La croce, che proviene dalla collezione Campana e arrivò al Louvre nel 1863, è in cattivo stato di conservazione, che impedisce una piena valutazione dell'autografia. La datazione è in genere legata alla Crocifissione con cinque francescani della basilica inferiore di Assisi e alla Croce di Ognissanti, quindi verso il 1315. Affinità sono state notate anche col Crocifisso di San Felice, col quale condivide la forma, con tabelle rettangolari alle estremità rappresentanti il Pellicano in alto, i dolenti a mezza figura ai lati, e il sangue che cola oltre il soppedaneo in basso.
Il modellato del Cristo appare più rigido che nella croce di San Felice, con le testa più legnosa e un'anatomia accentuata dal chiaroscuro.